# Jeckel Ferenc
Jeckel Ferenc (Budapest, 1950. május 1. – Budapest, 2012. április 10.) festőművész.
Édesanyja Agócs Klára, édesapja Jeckel Ferenc. Budapest XIII. kerületében élt és alkotott, sohasem lakott máshol, igazi csendes lokálpatriótának vallotta magát. Második otthonának tartotta Zebegényt, ahol szeretet vette körül, munkásságát ki tudta teljesíteni. Hosszú évtizedeken át nyaranként feltöltődött Örvényesen, ahol sok jelentős alkotást készített a természetben.

## Élete
A magyar festészet nagyjai közül Vaszary-, Márffy-, Orbán Dezső-i hagyományok határozták meg munkásságát. 
Művészi megfogalmazása szerint „Szakmailag mindenki választ; technikai tudása, ízlése szerint. Hisz az egyéniség erejében. Azt vallja, hogy a festő továbbadja azt a víziót amit, a belső látása létrehozott. Ezt kell tehetségéhez mérten továbbadnia, fogyaszthatóvá és érthetővé téve azok számára, akik a festészetet szeretik, érezni, élvezni és érteni akarják.” 
A művész Budapesten 1950-ben született.
A Képző- és Iparművészeti Gimnáziumban mestere id. Benedek Jenő a festő-rajz szakon, ahol: 1968-ban érettségizett.
Önálló festőművészként 1971-től dolgozik. 
Az Állami Pénzverő jelvény-, érem-, plakett tervezőjeként dolgozott 1968-70 között.
Az Angyalföldi József Attila Művelődési Központban a Moholy-kör  rajz, - előkészítő szakkörét vezette 1974-88 között.
Rajz és művészettörténetet tanított a Budapest XIII. kerületi Kassák Lajos Gimnáziumban 1993-97 között.
Dolgozott Ausztriában, Németországban, képeivel sikerrel szerepelt több aukción  (pl. 1977-ben a Dorotheumban is).

## Kiállításai

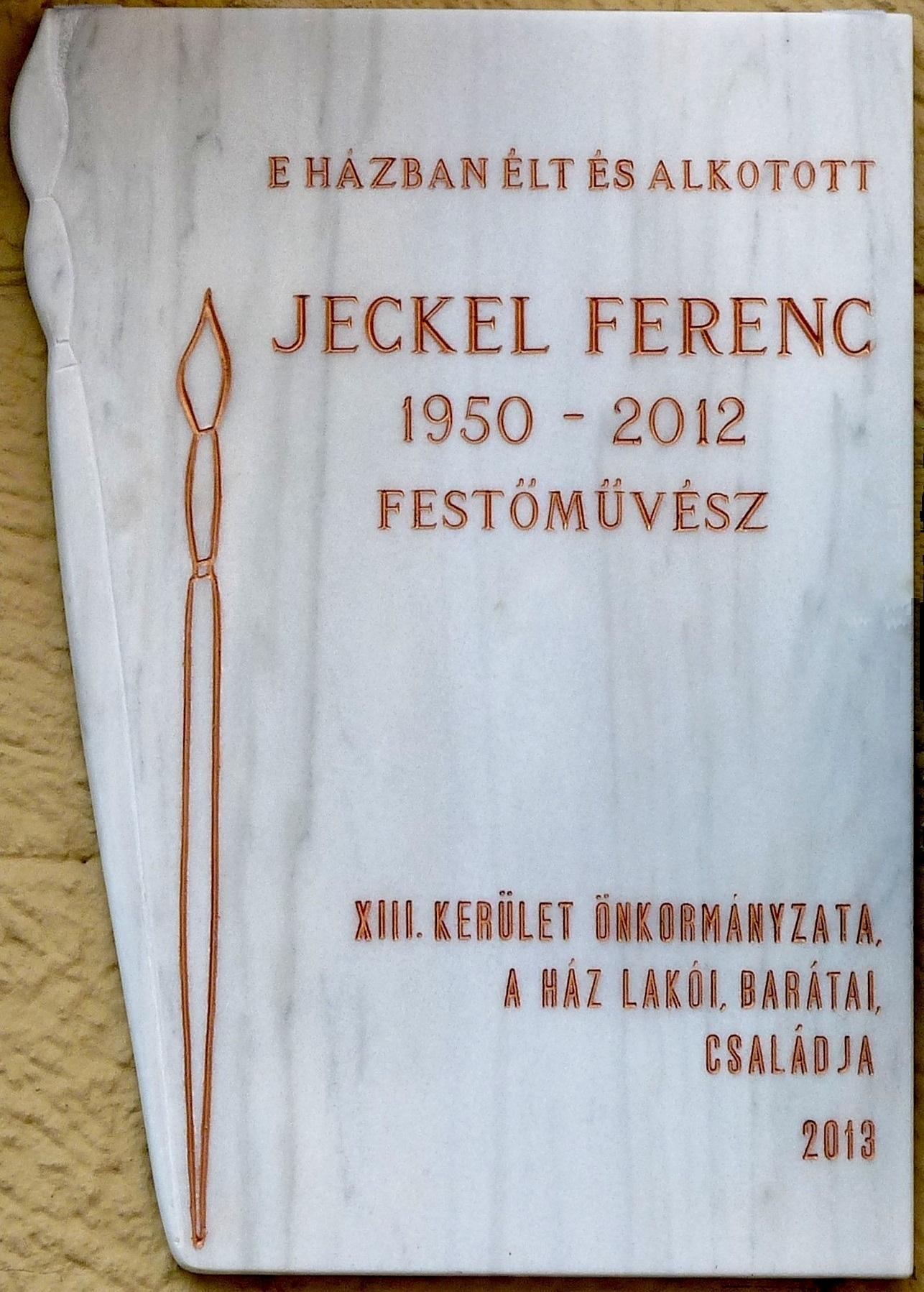
Jeckel Ferenc emléktáblája egykori lakhelyén, a Kresz Géza u. 8. szám alatt.

### Egyéni kiállításai
- 1971 – Láng Művelődési Központ,
- 1972 – Pesterzsébeti Csili Művelődési Központ Galériája,
- 1982 – Anys Galéria – Brüsszel,
- 2005 – Ady Endre Gimnázium kiállító terme

### Csoportos kiállításai
- 1976 – „Magyar  festők”- London: Hotel Hilton,
- 1977-78 – „Magyar  festők bemutatkozása” Tokió ‑ Oszaka,
- 1985 – „Angyalföld bemutatkozik” – Szovjet Kultúra és Tudomány Háza,
- 1989 – „Angyalföld bemutatkozik” – Margitszigeti Termál Hotel,
- 1997 – „Diaszpóra (és) Művészet” – Magyar Zsidó Múzeum és Levéltár.

Számos elismerései közül a legbüszkébb a képeit gyűjtők táborára, valamint az Első Zebegényi Festőverseny I. díjra (1994), a Váci Festőverseny II. díjra (1996.), valamint a Zebegényi Festőverseny II. díjra (1996.). A szakmai elismertséget ezek a megbecsülések jelentik.
Képei a hazai, külföldi magán és közgyűjteményben megtalálhatók; így a Pannonhalmi apátságban, a SOTE díszteremében, Zebegényi Önkormányzatnál, Kecskeméti Református Kollégiumban a Szíj Rezső és Kovács Rózsa gyűjteményében, Magyar Zsidó Múzeum és Levéltárban.